# Prionotus albirostris
Prionotus albirostris és una espècie de peix pertanyent a la família dels tríglids. La femella mesura 20,5 cm de llargària màxima (normalment, en fa 15) i 171 g de pes. És un peix marí, associat als esculls de corall i de clima tropical (29°N-13°S) que viu entre 1-30 m de fondària. Es troba al Pacífic oriental: des del Golf de Califòrnia fins al Callao (el Perú) i les illes Galápagos. És inofensiu per als humans.